# FUS de Rabat (volley-ball)
Pour les articles homonymes, voir Fath Union Sport de Rabat.
Maillots
Le FUS de Rabat section volley-ball est un club marocain basé à Rabat. C'est le plus grand équipe du pays avec plusieurs titres nationaux. Mais malgré cela, le FUS de Rabat n'a pas de titres et de gloire continentale, car l'équipe n'a pas participé pendant de nombreuses années dans des compétitions arabes et continentales.

## Palmarès
- Championnat du Maroc  (7)
  - Champion : 1999, 2000, 2003, 2006, 2009, 2023, 2024
  - Vice-champion : 2010, 2014, 2018

- Coupe du Trône (8)
  - Vainqueur : 1997, 1999, 2001, 2002, 2009, 2011, 2021, 2024
  - Finaliste : 2010, 2019, 2020, 2023

- Supercoupe du Maroc (3)
  - Vainqueur : 2001, 2006, 2010
  - Finaliste : 2000

## Quelques anciens joueurs
- Nabil Maskali (international)

- barahal wadie (international)

- karim machhadi (international)

- oujaa ahmed (international)

- adib moustapha (international)

- Rachid Bouchdok (international)

- raiss adil (international)

- abicha mohammed (international)

- fakir zoheir (international)

- awinat talal (international)

- Khalid Satour (international)

- bensaga hicham (international)

- chouika mostapha

- oulfahim chakib

- ouchrif hafid (international)

- Abdellatif El-Amraoui (international)

### Bilan par saison
| Saison  | Division | Saison régulière | Coupe du Maroc | Supercoupe du Maroc | Ligue des champions | Coupe d'arabe |   |
| ------- | -------- | ---------------- | -------------- | ------------------- | ------------------- | ------------- | - |
| 2022-23 | 1er      | Champion         | Finaliste      | -                   | -                   | -             | - |
| 2021-22 | 1er      | Finaliste        | Finaliste      | -                   | -                   |               | - |
| 2020-21 | 1er      | 1/4              |                | -                   |                     | -             | - |
| 2019-20 | 1er      |                  | Finaliste      |                     |                     | -             | - |
| 2018-19 | 1er      | Champion         | Vainqueur      |                     | -                   | -             |   |
| 2017-18 | 1er      | Champion         | 1/8            | -                   | -                   |               |   |
| 2016-17 | 1er      | 1/4              | 1/4            | -                   | -                   |               | - |
| 2015-16 | 1er      | 1/2              | 1/2            | -                   |                     | -             | - |
| 2014-15 | 1er      | Champion         | Vainqueur      | Vainqueur           |                     | -             | - |
| 2013-14 | 1er      | Champion         | Vainqueur      | Vainqueur           |                     | -             | - |
| 2012-13 | 1er      | Champion         | Vainqueur      | Finaliste           |                     | -             | - |
| 2011-12 | 1er      | Champion         | 1/2            | Vainqueur           |                     | -             | - |
| 2010-11 | 1er      | Finaliste        | Vainqueur      | N/A                 |                     | -             | - |
| 2009-10 | 1er      | Champion         | Vainqueur      | N/A                 |                     | -             | - |
| 2008-09 | 1er      | 1/2              | Vainqueur      | N/A                 | -                   | -             | - |
| 2007-08 | 1er      | -                | 1/2            | N/A                 | -                   | -             | - |
| 2006-07 | 1er      | -                | 1/4            | N/A                 |                     | -             | - |
| 2005-06 | 1er      | Finaliste        | Vainqueur      | Finaliste           |                     | -             | - |
| 2004-05 | 1er      | 1/2              | Vainqueur      | Vainqueur           |                     | -             | - |
| 2003-04 | 1er      | Champion         | 1/8            | Finaliste           |                     | -             | - |
| 2002-03 | 1er      | Finaliste        | Vainqueur      | N/A                 | -                   | -             | - |
| 2001-02 | 1er      | 1/4              | 1/8            | N/A                 |                     | -             | - |
| 2000-01 | 1er      | 1/2              | Finaliste      | N/A                 |                     | -             | - |
| 1999-00 | 1er      | 1/2              | Finaliste      | N/A                 | -                   | -             | - |
| 1998-99 | 1er      |                  |                | N/A                 | -                   | -             | - |
| 1997-98 | 1er      |                  |                | N/A                 | -                   | -             | - |
| 1996-97 | 1er      | -                |                | N/A                 | -                   | -             | - |
| 1995-96 | 1er      | -                |                | N/A                 | -                   | -             | - |
| 1994-95 | 1er      | -                |                | N/A                 | -                   | -             | - |
| 1993-94 | 1er      | -                |                | N/A                 | -                   | -             | - |